# Mapita Cortés
Mapita Cortés est une actrice mexicaine, née le 4 août 1939 à San Juan (Porto Rico), morte le 1er janvier 2006  à Mexico (Mexique).

## Filmographie
- 1946 : Le Sexe fort
- 1958 : Los tres vivales
- 1958 : Las Mil y una noches (en)
- 1959 : Tres lecciones de amor
- 1959 : La edad de la tentación
- 1959 : Señoritas
- 1959 : Misterios de ultratumba : Patricia Aldama
- 1959 : Escuela de verano
- 1960 : Pension de mujeres (série TV)
- 1960 : Variedades de medianoche
- 1960 : Dormitorio para señoritas
- 1960 : Poker de reinas
- 1961 : Vacaciones en Acapulco
- 1977 : Yo no pedi vivir (série TV)
- 1986 : Marionetas (série TV)
- 1990 : Mi pequeña Soledad (en) (série TV) : Blanquita